# Bellezas indomables
Bellezas indomables est une telenovela mexicaine diffusée du 30 juillet 2007 au 22 février 2008 sur Azteca 13.

## Synopsis
Fernanda, Angeles et Soledad sont trois sœurs belles et courageuses, très différentes l'une de l'autre, mais avec le même désir de compétition pour gagner l'affection de leur père, Rodrigo, un homme plein de succès qui répond à tous leurs caprices. Depuis l'enfance, lorsqu'elles ont perdu leur mère dans ce qu'elles pensent être un accident, elles ont grandi entourées des soins de Guadeloupe, leur tata (nourrice), et auprès de Manuel, le fils de Guadeloupe. Fernanda s'est toujours sentie attirée par lui mais elle refuse ce sentiment à cause de la pauvreté du jeune homme.

## Acteurs et personnages
- Claudia Álvarez : Fernandita Urquillo[1]
- Yahir : Manuel Villazón[2]
- Cynthia Vázquez : María Ángeles Urquillo #1 / Ana Hernández
- Marcela Ruiz : María Ángeles Urquillo #2
- Carlos Torres : Diego López
- Natalia Farias : María Soledad Urquillo
- Fernando Alonso : Ignacio Torrejón
- Betty Monroe : Berenice Díaz Ojeda viuda de Urquillo
- Tomás Goros : Gregorio Torrejón
- Alberto Casanova : Juan López
- Carmen Delgado : Carmen Segura de López
- Mayra Rojas : Guadalupe Villazón
- Fernando Sarfatti : Rodrigo Urquillo
- María de la Fuente : Roxana
- Ana Belena : Julieta
- Eduardo Reza : Luis
- Sylvia Sáenz : Brenda
- Claudia Cervantes : Virginia
- Karla Rico : Sor Victoria
- Lariza Mendizabal : Sor Isabel
- Andrea Escalona : Mara
- Nancy Barrera : Rosa "Rosita" López
- Adrian Herrera : Pablo "Pablito" Villazón Urquido
- Aline Hernández : Sabrina
- Raúl Osorio : Jiménez
- Joejenina Transporte : Gabriela
- Marco de la O : 1 épisode[3]

## Diffusion
- Azteca 13 (2007-2008)
- Telenica
- RTS
- ATV
- TVN / Telemix Internacional
- Tele Antillas
- Azteca América
- Localia Televisión
- Venevisión+Plus
- TV5